# Yongzhou
Pronunciação
Yongzhou (永州市) é uma cidade da província Hunan na República Popular da China.